# Euglossa truncata
Euglossa truncata là một loài Hymenoptera trong họ Apidae. Loài này được Rebêlo & Moure mô tả khoa học năm 1995.